# Aktiv samling – Bodenalternativet
Aktiv samling – Bodenalternativet (ASB) är ett lokalt politiskt parti i Bodens kommun, som bildades inför valet till kommunfullmäktige 2018.
I valet till kommunfullmäktige i Bodens kommun fick Aktiv samling - Bodenalternativet 2 338 röster, vilket motsvarade 12,19 procent av rösterna och erhöll sex mandat i kommunfullmäktige.

## Valresultat
| År   | Röster | Procent | Mandat |
| ---- | ------ | ------- | ------ |
| 2018 | 2 338  | 12,19 % | 6 / 49 |